# 揚塩健治
揚塩 健治（あげしお けんじ、1960年（昭和35年）1月31日 - ）は、日本の実業家。阪神タイガース球団社長を経て、阪神電気鉄道取締役。

## 人物
大阪府堺市出身。大阪府立富田林高等学校を経て大阪府立大学経済学部を卒業。富田林高等学校時代は器械体操部、大阪府立大学時代は準硬式野球部に所属するなど、体育会系の人間であった。
1983年に阪神電気鉄道へ入社。阪神電鉄本社では主にレジャーや不動産関係の業務が主であった。
2001年に阪神電気鉄道EC事業本部甲子園事業部長（阪神甲子園球場場長）に就任、その間に2003年度及び2005年度の阪神タイガースのセントラル・リーグ優勝を見守り、また阪神甲子園球場が2007年から2010年にかけて大規模リニューアル工事を実施した際に場長として計画段階から携わったという。
2009年に甲子園事業部長（阪神甲子園球場場長）から阪神タイガース球団営業担当常務取締役に就任し、真弓明信監督時代の阪神タイガースをフロントマンとしてバックアップした。
2011年、球団を離れて阪急阪神ビルマネジメントへ転出して取締役執行役員となる。
2016年、阪急阪神ホールディングスグループの不動産会社である阪神不動産（現・阪急阪神エステート・サービス）代表取締役社長に就任し、併せて阪神電気鉄道本社取締役にも就任している。
2017年12月1日付で阪神タイガース球団へ復帰し、球団社長に就任した。2020年4月には新型コロナウイルス感染症による社会・経済的影響を受け、新型コロナウイルスに感染した藤浪晋太郎投手ら3選手とともに日本赤十字社を通じた寄付を行った。
2020年10月9日、阪神球団の選手が2度に渡り新型コロナウイルスに感染するなどした一連の騒動の責任を取って、同年秋に辞任する意向を球団事務所で表明した。退任後、阪神電気鉄道取締役沿線価値創造推進室（副）担当に就任。
2022年4月1日、グループの阪急阪神不動産の常務取締役（賃貸事業本部担当）に就任する予定。